# Masovna histerija
Masovna histerija, još poznata kao kolektivna histerija ili kao kolektivno opsesivno ponašavanje je sociopsihološki fenomen pri kojem se manifestiraju isti ili slični simptomi histerije kod više od jedne osobe. Masovna histerija se može pojaviti kada grupa ljudi vjeruje da pati od iste bolesti.

## Karakteristike
Masovna histerija uglavnom započinje kada se pojedinac razboli ili postane histeričan za vrijeme stresa. Nakon pojave simptoma, slični se simptomi javljaju i kod drugih. najčešće su to opća i mišićna slabost, konvulzije i glavobolje. 
Odlike masovne histerije uključuju nepostojanje mogućeg uzročnika, medicinski nejasne simptome, brzo širenje slučajeva i brzo povlačenje simptoma. Demografski, češća je kod žena i kod onih koji češće traže medicinsku pomoć. Osim toga, drugi čimbenici koji utječu na ozbiljnost situacije je zaštitna oprema koju nose hitne službe i krive informacije i/ili glasine.

## Kritike
Američki istraživači paranormalnog i istraživač NLO-a, Jerome Clark ističu da je masovna histerija često površno post hoc objašnjenje i koristi se za okrivljavanje ljudi koji su vidjeli nešto neobično što vlasti i struka ne može objasniti.

## Masovna histerija u popularnoj kulturi
Masovna histerija se često javlja u filmovima, knjigama i serijama. Jedan od primjera je i američka TV serija Dr. House, kada u epizodi Airborne putnici aviona imaju slične simptome. 